# Вивиана
«Вивиана» (исп. Viviana) — Мексиканская мелодрама, насчитывает 208 серий. Мелодрама с элементами драмы 1978 года производства Televisa.

## Сюжет
Вивиана — бедная молодая девушка, живущая в маленьком городке вместе со своим дедом. Вскоре туда из Мехико приезжает отдыхать Хорхе Армандо. Встретив Хорхе Армандо, Вивиана тут же влюбилась в него. Он сразу же делает ей предложение, ничего не подозревающая Вивиана соглашается. После свадьбы Хорхе Армандо решил вернуться в Мехико из-за срочных дел и пропал на месяц, сама Вивиана каждый день верит и ждёт его, однажды, не выдержав, она поехала выяснять судьбу своего супруга в Мехико и узнала, что тот встречается с Глорией — дочерью влиятельного бизнесмена Дона Ансельмо. Вивиана не прощает предательство супруга и разводится с ним. Личное счастье Хорхе Армандо с Глорией не удалось, они расстались. Теперь Хорхе Армандо мечтает вновь восстановить отношения с Вивианой, несмотря на то, что у неё уже есть два поклонника — Хулио Монтесинос и Дон Ансельмо.

## Создатели телесериала

### В ролях
- Лусия Мендес — Вивиана Лосано
- Эктор Бонилья — Хорхе Армандо Монсада Альварес
- Хуан Феррара — Хулио Монтесинос
- Марикрус Оливье — Глория Маркес
- Клаудио Брук — Дон Ансельмо Маркес
- Исабела Корона — Консуэло Эрнандес, вдова Гомес
- Сара Гарсия — Донья Ангустиас Рубио де Монтесинос
- Карлос Камара — Дон Хесус Вильяртеага
- Адриана Роэль — Делия де Лосано
- Герман Роблес — Мануэль Лосано
- Луиса Уэртас — Элоиса
- Мария Фернанда Варгас — Мари Лоли Морено
- Роса Мария Морено — Беатрис Кабрера, вдова де лос Рейес
- Эмма Рольдан — Матильде #1
- Лили Инклан — Матильде #2
- Мигель Корсега — Дон Херардо Апарисио
- Хавьер Марк — Эль Гордо
- Ракель Ольмедо — Сония
- Мигель Пальмер — Хайме Ордоньес
- Тамара Гарина — Вера
- Беатрис Агирре — Лус Мария
- Рауль Меррас — адвокат Ибаньес
- Феликс Сантаэлья — Эдуардо
- Летисия Пердигон — стюардесса
- Эдуардо Алькарас — слуга Марсело
- Раймундо Капетильо — Альфонсо Сернуда
- Эктор Крус — инспектор Мансано
- Алисия Эниснас — Клара
- Ада Карраско — Роса
- Рафаэль Банкельс — доктор Нава
- Артуро Бонавидес — начальник полицейского участка
- Гастон Тусе — Падре Рауль
- Энрике Идальго — Клиент модельного агентства
- Хуан Антонио Эдвардс — официант отеля
- Артуро Лорка — официант отеля
- Алисия Бонет — Пати
- Антонио Медельин — Роберто
- Марикрус Нахера — медсестра
- Маурисио Феррари — Энрике
- Антонио Брильяс — доктор Андрес Монтьель
- Роландо де Кастро — Рикардо
- Марио Сауре — Карлос Палафокс
- Рауль Падилья — парикмахер Эрнесто
- Марио Касильяс — Эрнесто
- Патрисио Давалос — Исабель
- Патрисио Кастильо — Педро
- Тео Тапия — доктор Герреро
- Густаво Ханем
- Леандро Мартинес — Франсиско Ортега
- Энрике Бекер — Эстебан Рубио
- Фефи Маури — Грисельда
- Фернандо Борхес — Сосайя
- Мигель Анхель Негрете — Переда
- Мерседес Паскуаль — Бенигна
- Рафаэль дель Рио — Хуан Мануэль Теран
- Роберто Бальестерос — Хосе Апарисио
- Мануэль Гисар — Хуан
- Виктор Вера — Священник
- Энрике Муньос — адвокат Салинас
- Антонио Мигель — доктор
- Худит Веласко — журналистка
- Сокорро Бонилья — Лупита
- Луис Кутюрье — врач-психиатр
- Карлос Бессериль — адвокат
- Лоренсо де Родас — инженер Мансур
- Пако Маури — адвокат Хосе Антунес
- Тере Гробоис — медсестра
- Рикардо Блюме — Луис Тревиньо
- Мари Кармен Мартинес — Грасиэла Тревиньо
- Клаудия о'Фаррил — Лили
- Родольфо Гомес Лора — Луисито Тревиньо
- Эвелин Соларес — прислуга Дона Ансельмо
- Эухения д'Сильва — подруга Глории
- Элиане Кампильо — регистраторша в клинике
- Блас Гарсия — регистратор автомобилей

### Административная группа
- оригинальный текст: Инес Родена
- телевизионная версия: Луис Рейес де ла Маса, Роса Мария Эрнандес
- адаптация: Кармен Даниэльс, Тере Медина
- музыкальная тема заставки: Viviana
- вокал: Лусия Мендес
- композитор: Хосе Антонио "Потро" Фариас
- художник-постановщик: Рохелио Нери
- костюмеры:: Лусия Мендес, Мануэль Мендес, Марикрус Оливье
- фондовая музыка: Хавьер Ортега
- светотехник: Хесус Райя Лара
- редактор: Мануэль Руис Эспарса
- начальник производства: Тереса Гробоис, Нора Алеман
- реализатор: Фернандо Чакон
- режиссёр-постановщик: Димитриос Саррас
- продюсер: Валентин Пимштейн